# أنتيار سام
الأنتيار السام (الاسم العلمي:Antiaris toxicaria) هي النوع النباتي الوحيد الذي يتبع جنس الأنتيار من الفصيلة التوتية.
وتسمى أيضاً شجرة الأوباس (بالإنجليزية:Upas tree) أو شجرة الايبوه باللغة المالاوية. وهي شجرة تتواجد في جنوب شرق آسيا (في الهند وسريلانكا في الشرق وحتى جنوب الصين وفي الفلبين وفيجي، يستخرج منها سم شديد الفعالية يستعمله السكان الأصليون لجزر سوندا الأندونيسية في تسميم سهامهم، وكلمة «أوباس» تعني «السم» بلغة أهل جاوا.